# Kunrau
Kunrau ist ein Ortsteil und eine Ortschaft der Stadt Klötze im Altmarkkreis Salzwedel in Sachsen-Anhalt.

## Geographie

### Lage und Landschaft
Das Dorf Kunrau liegt 12 km südwestlich von Klötze im Westen der Altmark und am nördlichen Rand der Niedermoorlandschaft des Drömling. Nördlich von Kunrau steigt das Gelände merklich an. So wie die nahegelegenen Dörfer Neuferchau, Kusey und Röwitz im Osten, Jahrstedt im Westen und Steimke im Nordwesten gilt Kunrau als Drömlingsdorf. Diese insgesamt ca. 20 Dörfer liegen am Rand der Moorregion auf einer Höhe von ungefähr 60 m üNHN.:S. 91
Im Nordosten begrenzen der Zichtauer Forst und im Norden der Beetzendorfer Forst die sandigen Ackerflächen von Kunrau, die außerhalb der moorigen Drömlingsregion liegen.
Zwei größere und erdgeschichtlich alte Fließgewässer durchziehen die Region. Die Ohre durchfließt westlich von Kunrau den südwestlichen Teil des Drömling, hat in diesem jedoch ein – im Rahmen der gegen Ende des 18. Jhs. durchgeführten Moorentwässerung – neu gegrabenes Bett erhalten; sie mündet – im Unterschied zu der ihr im südlichen Drömling nahe kommenden Aller, die ein Nebenfluss der Weser ist – bei Rogätz in die Elbe. Die Jeetze (in Niedersachsen Jeetzel genannt) hat ihre Quelle in der Nähe von Altferchau am nordwestlichen Rand der Gemarkung von Kunrau und mündet bei Hitzacker in die Elbe.
Im Süden von Kunrau durchziehen die im 18. Jh. oder später angelegte Entwässerungsgräben  eine weidewirtschaftlich genutzte Landschaft. Schmale Gräben entwässern in den südlich vom Dorf verlaufenden Kunrauer Vorflutkanal und in den weiter östlich verlaufenden Flötgraben, der in den Friedrichskanal einmündet, der in die Ohre fließt.
Kunrau ist von landwirtschaftlichen Kulturlandschaften umgeben. Nördlich sowie west- und östlich des Dorfes erstrecken sich große Schläge von Ackerbau auf sandigem, wenig fruchtbarem Boden. Südlich liegen die von Entwässerungskanälen durchzogenen Wiesen sowie in direkter Dorfnähe einige Ackerflächen, die von Grauweiden und Erlen umsäumt werden.
Bezogen auf die naturräumliche Gliederung Deutschlands bzw. die auf Landschaftsnamen gründbare Gliederung liegt Kunrau in der Großregion Norddeutsches Tiefland und darin in der Haupteinheitengruppe 62 (Weser-Aller-Flachland) und darin in der Haupteinheit 625 (Drömling).

### Ortschaftsgliederung
Die Ortschaft Kunrau besteht aus dem Ortsteil Kunrau mit den Wohnplätzen Belfort, Hahnenberg (Gebäudegruppen ca. 1870 errichtet), Kolonie I und Kolonie II, Gut Kunrau und aus dem Ortsteil Rappin (Alt- bzw. Neurappin) ein ehemaliges Vorwerk, ca. 4 km nördlich von Kunrau gelegen. Ab 1895 wird noch der Wohnplatz Bahnhof (ab 1905 Bahnhof Kunrau) ausgewiesen sowie ab 1931 die Wohnplätze Schaltstation Kunrau und Umspannwerk Kunrau.
Eine charakteristische Dorfgliederung zeigt sich kaum in Kunrau, obgleich die Neubesiedlung im 16. Jh. als Rundplatzdorf bzw. Runddorf begonnen hat. Eine ähnliche Form weisen – mit Ausnahme von Neuferchau (Straßendorf) – auch die Nachbardörfer Jahrstedt und Röwitz auf.:S. 97 Das Areal des Gutshofes und die fast angrenzende Umgebung der Kirche könnten als zentraler Bereich des Dorfes angesehen werden, der von der Hauptstraße (im nördlichen Teil zugleich L23) durchquert wird.
Zum Gutshof und dem anfangs kleinen Dorf sind im 20. Jh. große Siedlungsflächen dazu gekommen. 1908 wurden an der Sandgrube des Gutshofs, die an der heutigen Rimpaustraße lag, fünf Arbeiterhäuser, in denen neun Familien wohnten, erbaut. 1913 wurde die Bebauung entlang der Neuferchauer Straße fortgesetzt. Im südlich gelegenen Dorfteil (Straße Am Drömling) entstanden in den 1920er Jahren Häuser insbesondere von Gutshofmitarbeitern. Entlang der nach Osten führenden Alten Bahnhofstraße sowie im angrenzenden nördlichen Areal wurden in den Jahren nach 1945 enteignete Ackerflächen für die Ansiedlung von Neubauern ausgewiesen (Straße Siedlung). In den Jahren nach 1990 entstand angrenzend an den alten Schlosspark eine Siedlung mit Einfamilienhäusern (Straße Am Park).
Das weitläufige Betriebsgelände der einstmaligen Landwirtschaftlichen Produktionsgenossenschaft (LPG) befindet sich am nördlichen Rand des Dorfes. In dem südlich angrenzenden Siedlungsbereich (Lindenstraße und Immekather Weg) sind zur DDR-Zeit mehrstöckige Wohnblöcke mit Mietwohnungen errichtet worden. Die im Norden und Westen gelegenen Dorfbereiche weisen eine gemischte Bebauung auf: einige kleinere Hofstellengebäude, diverse kleine Wohnhäuser mit großen Gartenflächen, einige Neubauten von Einfamilienhäusern.

## Geschichte

### Mittelalter bis Neuzeit
Kunrau ist eine wendische Gründung aus der Zeit zwischen 800 und 1200. Es ist anzunehmen, dass die frühesten Siedlungsbauten einige Kilometer nördlich des jetzigen Dorfes errichtet worden sind, da dort durch die Nähe zur Jeetzequelle die Trinkwasserversorgung gewährleistet und zudem der Bauuntergrund nicht sumpfig, sondern sandig war (abweichende Angabe dazu in).
Die erste urkundliche Nennung des Dorfes Kunrau stammt aus einem Lehnsbrief des Kurfürsten Albrecht Achilles für Werner und Gebhard von Alvensleben von 1472: „dat wüste dorp Gimrou“, zugehörig zur 1448 belehnten Burg Isenschnibbe bzw. Vogtei Gardelegen. In einer Urkunde von 1506 bewilligten der Kurfürst Joachim und der Markgraf Albrecht von Brandenburg u. a. die Verpfändung der Wüstungen von „Kunnerou“ an Dietrich von Alvensleben. Weitere Nennungen sind 1502 Cunrou, 1646 und 1655 Cunraw, 1687 Kunrow, 1775 Cunrau oder Currau. Die von Alvensleben gehörten zu den drei oder fünf ,großen‘ Adelsherrschaften in der Altmark, zusammen mit denen von Schulenburg zu Beetzendorf, von Schenck zu Flechtingen und in geringerem Maße auch denen von Bismarck zu Burgstall und denen von Lüderitz.
Für Kunrau trifft wie für andere mittelalterliche Ansiedlungen zu, dass diese von ihren Bewohnern aufgegeben wurden und ,wüst fielen‘. Noch zu Beginn des 18. Jhs. war dies für fast die Hälfte der altmärkischen Dörfer der Fall. So kann für Kunrau angenommen werden, dass die geringe Bodenfruchtbarkeit durch Ackerbau weitgehend erschöpft und dass der ohnehin geringe Bauholzbestand in der moorigen Region übermäßig beansprucht worden war. Zudem hatten mehrere Pestepidemien ein Massensterben insbesondere in der Altmark verursacht.:S. 709
Die Region von Gardelegen wird sogar als „wüstungsreich“ bezeichnet. Neuferchau und Germenau, die östlich bzw. westlich gelegenen Nachbardörfer von Kunrau, waren gleichfalls wüst gefallen, nicht aber Kusey und Steimke.
Über mindestens 250 Jahre ist Kunrau ,wüst‘, d. h. unbewohnt, verblieben. Die Acker- und Wiesenflächen sowie die Holzungen wüster Dörfer in der Altmark wurden oftmals als Wirtschaftsflächen unentgeltlich oder gegen Pacht genutzt von Bauern – und auch von Gutsbesitzern – benachbarter Dörfer; deren Interessen richteten sich somit gegen eine Wiederbesiedlung dieser Wüstungen. Ein Teil dieser bäuerlichen Familien war zuvor in den wüst gefallenen Dörfern ansässig gewesen. Vom Nachbardorf Neuferchau konnte die Nutzung der Kunrauer Wüstung jedenfalls nicht ausgegangen sein, da dieses noch 150 Jahre länger als Kunrau wüst verblieb. Für die Nachbardörfer Steimke (zur Herrschaft Wolfsburg, von Bartensleben, gehörig bzw. von der Schulenburg) sowie Kusey und Röwitz (zur Herrschaft Braunschweig-Lüneburg gehörig) liegen dazu keine Hinweise vor.
1559 übernahmen 12 Ansiedler ,gegen Pacht und Dienste‘ die dortigen Ackerflächen als Lehen von Valentin von Alvensleben. So wurde zunächst das bereits vorhandene Dorfareal wieder besiedelt. An anderer Stelle wird die urkundlich festgelegte Untertänigkeit für 9 Ansiedler in Kunrau als jährliche Dienst- und Abgabepflicht wie folgt aufgeführt: „4 Tage in der Ernte mit den Ochsen, 4 Tage mit der Harke, 4 Tage im Holz, 4 Schock Märkisch Pacht (Roggen), 20 Eier, 1 Pachthuhn, 1 Rokhuhn, 3 Scheffel Haber Soltwedelsch Maaß, 4 Schöppen und vier Molden“.:S. 94 Bereits 1584 errichteten die von Alvensleben durch ,Einzug‘ (Bauernlegen) von fünf Höfen das Rittergut Kunrau, das bis zur Mitte des 19. Jhs. mehrfach verkauft wurde.
Durch große Brände wurden in den Jahren 1822 und 1850 die meisten Dorfgebäude zerstört. Es folgte jeweils ein Neuaufbau. Die heute im Dorf anzutreffende Bausubstanz ist somit relativ jung, d. h. maximal 200 Jahre alt.
Das Rittergut bzw. der Gutshof Kunrau dominierte bis zur Wende von 1989 sowohl die räumliche Dorfstruktur als auch die Beschäftigungslage im Dorf. Die wirtschaftlichen Gutsverhältnisse wurden nach 1847 mit der Übernahme des Rittergutes durch Theodor Hermann Rimpau erheblich verbessert. Die von ihm weiterentwickelte Moordammkultur erweiterte das landwirtschaftlich nutzbare Areal beträchtlich und ließ neue Ackerflächen entstehen, die erheblich höhere Erträge einbrachten als die nördlich von Kunrau gelegenen Sandböden.

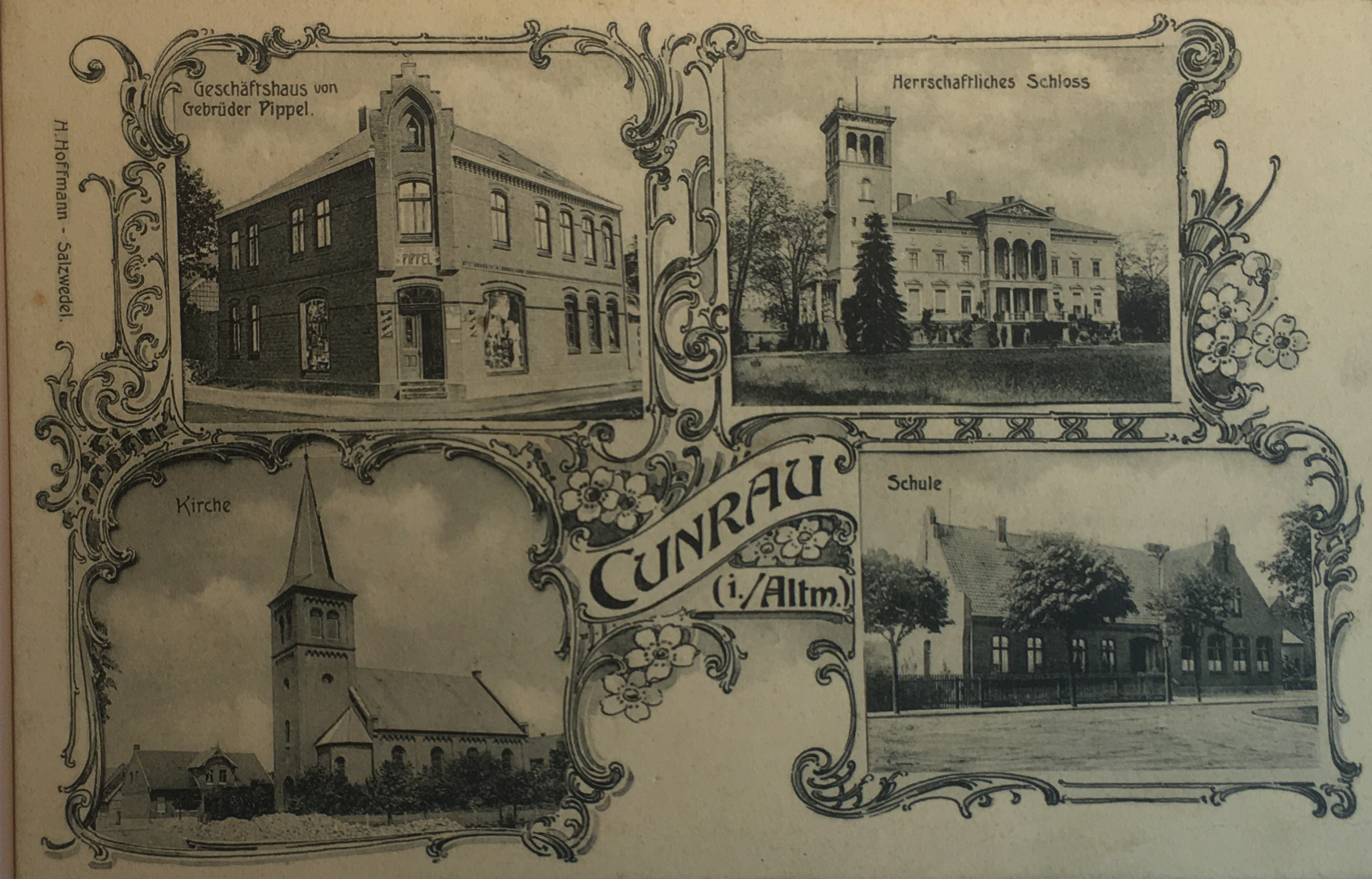
Postkarte mit Sehenswürdigkeiten von Kunrau (insbes. Schloss und Kirche; ca. 1910)

Hervorstechendes Gebäude Rimpau’schen Gutshofes wurde das Kunrauer Schloss, ein Herrenhaus, dessen Bau Rimpau 1859 in Auftrag gab.
In der Mitte des 19. Jhs. hatte Kunrau ungefähr 350 Einwohner, 48 Wohnhäuser, ein Schulhaus, fünf Ackerhöfe (grundbesitzende Bauern), 32 Grundsitzer (Pächter oder Besitzer eines gartengroßen Grundstücks mit Nutzvieh), 30 Einlieger (zur Miete wohnende Landarbeiter) sowie einen Krug, eine Bockwindmühle, eine Schäferei, eine Brennerei, eine Brauerei und eine Ziegelei. Ungefähr fünfzig Jahre später (1905) lebten in Kunrau bereits 971 Personen, wobei die Anzahl der Ackerhöfe konstant geblieben war, was auf eine Verschlechterung des sozioökonomischen Status der Dorfbevölkerung hinweist. In den benachbarten Moorkolonien wohnten nur wenige Menschen: in Altrappin 5, in Neurappin 35 und in Hahnenberg 3 Personen.
Am Ende des 19. Jhs. bestanden in Kunrau neben dem Gutshof nur noch 4 Ackerhöfe sowie 56 Grundsitzerstellen. Für das Jahr 1928 werden 7 „Güter und Höfe“ angegeben, für das Jahr 1939 1 „Betrieb“ mit mehr als 100 ha und 7 „Betriebe“ mit Flächen zwischen 20 und 100 ha sowie 86 „landwirtschaftliche Betriebe“ mit noch geringeren Flächen.
1889 wurde der Bahnhof Kunrau an der zeitgleich in Betrieb genommenen Bahnstrecke Oebisfelde-Salzwedel eröffnet. 1909 ließ Wilhelm Beseler, der Theodor Rimpau nachfolgende Besitzer des Gutshofs, das Herrenhaus zu einem Schloss im Stil der italienischen Renaissance (Schloss Kunrau) umbauen.
Der erste Fußballverein in Kunrau wurde 1921 gegründet. 1923 erhielt der Schützenverein einen Schießstand in der Nähe des Bahnhofs.
Kunrau gehörte in der Weimarer Republik zum Wahlkreis Magdeburg. In den drei letzten Wahljahren 1928, 1932 bzw. 1933 und erreichte die NSDAP hier 1,6; 39,8 bzw. 47,3 %. Die Stimmenanteile der SPD sanken von 43,0 über 33,8 auf 26,8 %, für die KPD stiegen diese von 7,2 über 9,3 auf 10,3 %.
Im Dezember 1933 wurde von der NSDAP-Administration der Turn- und Sportverein in Kunrau aufgelöst. 1934 erfolgte die Gleichschaltung aller Vereine im Dorf bzw. deren Überführung in den Nationalsozialistischen Reichsbund für Leibesübungen.
Unklar ist, ob auch die in Kunrau bestehenden bäuerlichen Vereinigungen zwangsweise in den Reichsnährstand überführt wurden und ein Ortsbauernführer in Kunrau eingesetzt wurde. Die zentralistische Agrarpolitik der NSDAP-Regierung schuf 1932 das Amt für Agrarpolitik, das 1936 zum Reichsamt für Agrarpolitik umstrukturiert und damit dem direkten Einfluss der NSDAP ausgesetzt wurde. Eine Folge dieser dirigistischen Agrarpolitik im Deutschen Reich nach 1933, die auch auf Kriegsvorbereitung zielte, kann gewesen sein, dass – so die Schilderung von Henriette Beseler – im Jahr 1938 die Besitzerin des Kunrauer Gutes genötigt worden sei, ca. 1/6 der Wirtschaftsfläche abzugeben.
Wenig ist darüber bekannt, ob und ggf. wie von der NSDAP angeführt im Dorf Kunrau gegen jüdische Mitbürger (Reichspogromnacht) oder gegen Gewerkschafter, Mitglieder der KPD, Sinti und Roma, geistig- und/oder körperlich Behinderte oder Homosexuelle vorgegangen worden ist. Es liegt jedoch eine Notiz aus dem Salzwedeler Wochenblatt vom 4. November 1935 vor, in der über die von einem Sondergericht in Halle ausgesprochene Verurteilung eines Kunrauer Einwohners zu einer Freiheitsstrafe von sechs Monaten berichtet wird wegen „schamloser Verleumdung“ des just verstorbenen NSDAP-Gauleiters Wilhelm Friedrich Loeper, der als hoch engagiertes Parteimitglied galt und den der Völkische Beobachter vom 13. Oktober 1933 für die „Niederringung der marxistischen Hochburgen in Anhalt“ lobte. Die Neue Salzwedeler Zeitung berichtete am 22. Oktober 1940 über die Verhaftung zweier verheirateter Frauen aus Kunrau, die sich „mit Polen abgegeben“ hätten, während ihre Ehemänner „im Feld gestanden“ hätten.
1935 wurden alle Straßen in Kunrau mit eigenen Straßennamen versehen; bis dahin gab es nur die „Dorfstraße“. 1936 wurde die erste Kanalisation verlegt und gegenüber der Kirche ein größeres Feuerwehrgebäude errichtet. 1939 erfolgte die Neupflasterung der Bahnhofstraße, die auch heute noch diese Basaltbedeckung aufweist.
In der Feldmark zwischen Kunrau und Jahrstedt richtete 1936 der Reichsarbeitsdienst (RAD) ein Lager ein, das nach Hermann Gruson benannt wurde, einem bedeutenden Industriellen aus Magdeburg. In dem von hohen Zäunen abgegrenzten Areal wurden Baracken als Unterkünfte für die Arbeitskräfte erbaut, die in der Bewirtschaftung der Moordammkulturen und als Erntehelfer eingesetzt wurden. 1939 wurde angeordnet, die Arbeitskräfte zum Bau des Westwalls in die Eifel zu verlegen. Zwischen der Dorfbevölkerung und den im Arbeitslager kasernierten Menschen soll es häufiger zu geselligen Kontakten gekommen sein. Sehr beliebt seien die gemeinsam veranstalteten großen Waldfeste gewesen.

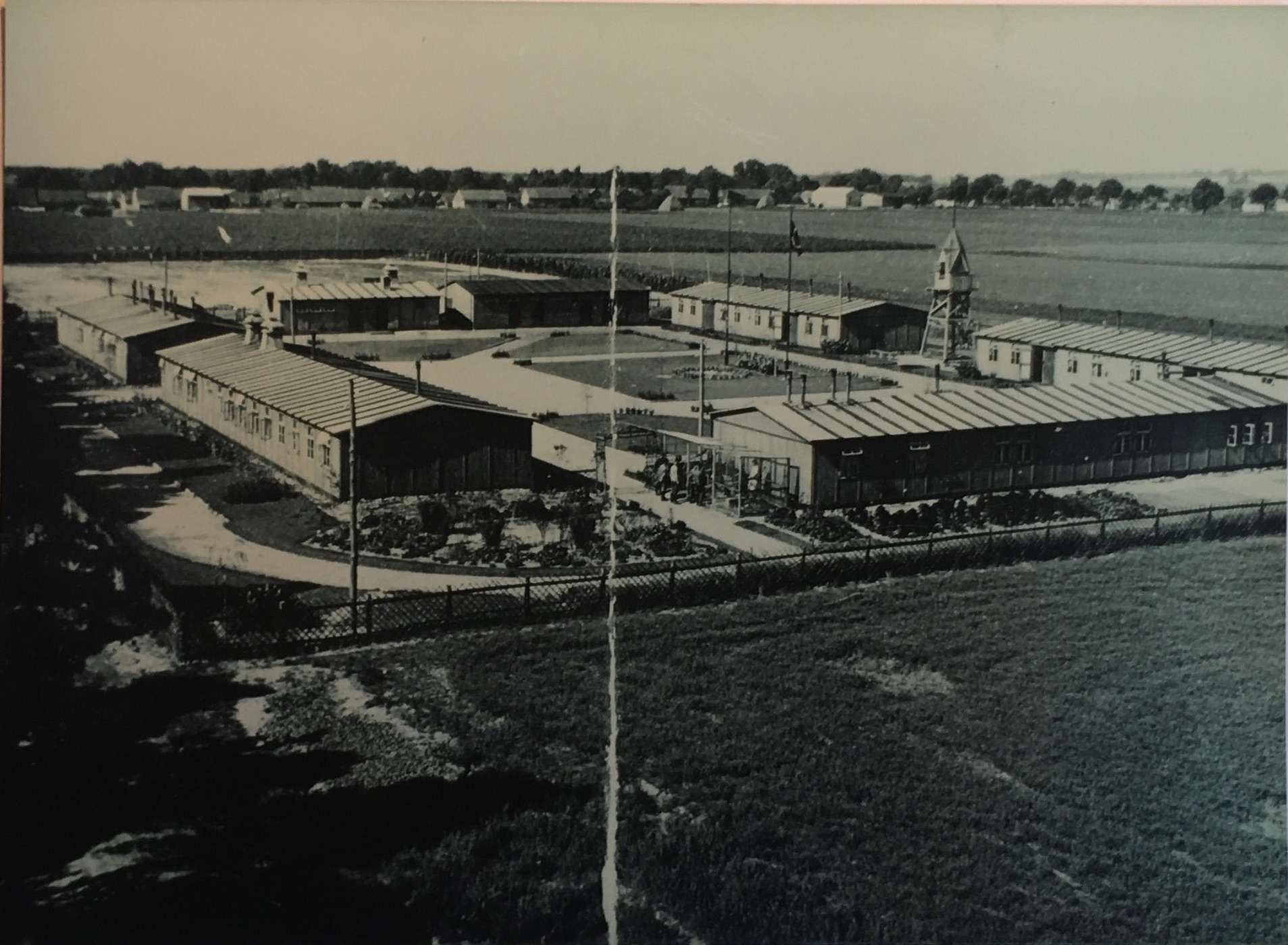
Lager des Reichsarbeitsdienstes am Ortsrand von Kunrau

1938 wurde südlich an das Areal der Kirche angrenzend mit dem Bau des Hitlerjugendheimes begonnen; fertiggestellt wurde es erst 1941. Das Gebäude wurde nach 1945 als Grundschule genutzt und befindet sich heute in Privatbesitz.
Kunrau wurde 1945 von US-amerikanischen und nachfolgend britischen Truppen besetzt. Nach der Aufteilung der Besatzungsgebiete unter den Alliierten gehörte Kunrau in die Sowjetische Besatzungszone (SBZ). Die Sowjetische Militäradministration enteignete im Rahmen der für alle Besatzungszonen vereinbarten, jedoch nur in der SBZ weitgehend durchgeführten Bodenreformen alle Gutsbesitzer und Großbauern, so in Kunrau Helene Beseler, die Inhaberin des Kunrauer Rittergutes (1355 ha), und den Großbauern Richard Krüger (110 ha). Krüger besaß in Kunrau einen Hof mit 80 ha Nutzfläche und hatte über seine Ehefrau in der Gemarkung von Röwitz 30 ha ererbt.
Die infolge der Bodenreform angesiedelten Neubauern und die Nutzung des Gutshofs durch die Vereinigung der gegenseitigen Bauernhilfe (VdgB) bzw. deren Maschinen-Ausleih-Station (MAS) führten auch in Kunrau zu erheblichen Veränderungen in der Landwirtschaft in Anlehnung an die sowjetische Landwirtschaftspolitik, die nach 1949, d. h. nach Gründung der DDR, fortgesetzt und von der SED-Regierung auf die vollständige Kollektivierung der Landwirtschaft ausgerichtet wurden.
Die Ortschaft Kunrau lag nur ca. 6 km von der Deutsch-Deutschen Grenze entfernt und damit unmittelbar vor bzw. in der 5 km breiten Sperrzone, in die die Einreise für Nichtortsansässige nur mit Sondergenehmigung möglich war. Dieser Sonderstatus wurde späterhin wieder abgeschafft, vermutlich um die Aufwendungen für den „Sperrgebietszuschlag“, der den darin ansässigen Werktätigen gezahlt wurde, einzusparen.
Für erhebliche Unruhe im Dorf Kunrau sorgte die bereits am 29. Mai 1952 in Kunrau von der Volkspolizei durchgeführte, unter Beteiligung zahlreicher Verwaltungseinrichtungen (so auch der Bürgermeister) zuvor geplante und geheim gehaltene „Ungeziefer-Aktion“. Zum Stichtag 5. Juni 1952 sollten ungefähr 10.000 Einwohner der DDR aus den Sperrgebieten an der Grenze zur Bundesrepublik Deutschland in das Landesinnere der DDR ausgesiedelt werden. Zehn bäuerliche Familien in Kunrau wurden bei dieser Aktion nach Sachsen „umgesiedelt“, d. h, sie wurden gezwungen, ihre Wohnungen binnen zwei Stunden zu verlassen und mit ihren Möbeln und anderen Habseligkeiten abtransportiert und im Kreis Gräfenhainichen sowie Eilenburg untergebracht. Ein Teil der landwirtschaftlichen Flächen dieser Bauern sei anschließend genutzt worden, um darauf landwirtschaftliche Gebäude für die Kunrauer LPG zu errichten. Eine weitere Aussiedlung erfolgte am 3. Oktober 1961: Eine Familie wurde aus Kunrau vertrieben und nach Kahrstedt bei Kalbe verbracht.
Kunrau verfügte in den 1950er Jahren bis in die 1980er Jahre hinein über eine beträchtliche Infrastruktur. Im Dorf gab es folgende Einkaufsgelegenheiten: einen Konsum (damals „Einkaufszentrum“, heute „PUK“), einen Industrieladen (Gemischtwarenladen), zwei Bäckereien, einen Fleischer, ein Kurzwarengeschäft, ein Schuhgeschäft sowie eine Tankstelle. Weiterhin gab es im Dorf einen Arzt sowie eine Poliklinik (Pawlow-Ambulatiorium) und eine Apotheke. Im Dorf war zudem ein Ortspolizist (Abschnittsbevollmächtigter mit Dienststelle in Klötze) stationiert.
Nach der Wende von 1989 fielen in den landwirtschaftlichen Betrieben des Dorfes nach der Überführung der beiden LPGs in einen Agrarbetrieb mit genossenschaftlicher Rechtsform viele Arbeitsplätze fort. Die Infrastruktur des Dorfes verschlechterte sich durch die Aufgabe von Einzelhandelsgeschäften (insbes. Schlachter und Apotheke) erheblich. Heute bestehen noch ein kleiner Einkaufsmarkt (in den Räumlichkeiten des früheren Konsum) sowie der Kreativhof Kunrau. Ein Neubaugebiet (Straße Am Park) wurde ausgewiesen und mit Einzelhäusern bebaut. Heute gilt Kunrau als recht attraktiver, weil immobiliengünstiger und in nur ca. 30 min erreichbarer Wohnort für Mitarbeiter der großen Wolfsburger Unternehmen, insbesondere des Volkswagenwerks.

### Landwirtschaft
Die in der zweiten Hälfte des 18. Jhs. insbesondere von Preußen durchgeführte wasserbautechnische Melioration des Drömling führte in Kunrau erst fast einhundert Jahre später zu einer Verbesserung der landwirtschaftlichen Nutzung dieser Moorflächen, auf denen zuvor primär Viehhute und Holzeinschlag betrieben wurde. Bereits im 16./17. Jhd. war wegen häufiger Streitigkeiten das Drömlingsmoor unten den randliegenden Dörfern aufgeteilt worden.:S. 108 So entstand die Gemarkung ,Kunrauer Drömling‘, die sich als schmaler Streifen in südlicher Ausrichtung zwischen dem Steimker Drömling im Westen und dem Neuferchauer, Röwitzer, Kuseyer und Köckter Drömling im Osten erstreckt.
Das weitergehende Ziel der Melioration hingegen, die Neuansiedlung von Bauern im Drömling (Peuplierungspolitik von Friedrich II.), wurde auch in der Umgebung von Kunrau nicht erreicht. Für das gesamte Drömlingsgebiet waren Ende des 18. Jhs. von fachkundiger Seite (Wasserbaurat Riedel) zunächst 141, dann 514 Kolonistenstellen geplant.:S. 229 In den Verhandlungen der Dorfvertreter bzw. Deputierten mit der Regierung zu Beginn des 19. Jhs. wurde für Kunrau lediglich eine Kolonistenstelle ausgewiesen (vermutlich Kolonie I neben Hahnenberg, südwestlich von Kunrau), die mit 22 ha Fläche ausgestattet war, welche dem Gut Kunrau gehörte, das in Besitz der von Alvensleben war. Die (dauerhafte) Ansiedlung der beiden Interessenten (Grabow; Riecke) gelang jedoch nicht. Schon 1836 wurde diese Kolonistenstelle als unbesetzt aufgeführt, was mit dem Gutsbesitzerwechsel von Kröcher an von Jena erklärt wird.:S. 137
1836 waren von den letztlich im gesamten Drömling geplanten 48 bis 60 Kolonistenstellen nur 28 besetzt, bei denen es zudem mehrfache Besitzer- oder Pächterwechsel gegeben hatte. Gründe für das Scheitern dieses von Friedrich II. initiierten Peuplierungsprojekts waren die für Selbstversorgung und Vermarktung zu geringen zugewiesenen Flächen (durchschnittlich weniger als 20 ha; im Falle der als Vorwirtschaft geplanten Kolonie bei Kunrau: 22 ha), die immensen Aufwendungen der Kolonisten zur Ackerflächengewinnung und für den Wegebau, die nicht-intendierte Planung von Kolonistendörfern (stattdessen Einzelhöfe im Moor; Ausnahme: Dorfentwicklung späterhin in Buchhorst) sowie der Widerstand der auf ihren Gewohnheitsrechten bestehenden Bauern aus den Drömlingsdörfern.:S. 140ff. Auch Grundherren protestierten gegen die Kolonistenansiedlung und die dafür von den Gemeinden und Grundherren zu leistenden Landabtretungen. So argumentierte 1797 von Alvensleben für das Vorwerk Kunrau, dass er bereits etliche Kossäthen angesiedelt habe. Er wurde von der Landabtretung unter der Bedingung befreit, dass er diesen das Land in Erbpacht überlasse, was zugleich eine Befreiung von der Erbuntertänigkeit bedeutete.:S. 131
Für das letzte Viertel des 18. Jhds werden für das Dorf Kunrau durchweg 7 Bauern (Ackermänner bzw. Vollspänner) und zunächst 5, späterhin 17 Büdner (Grundsitzer mit geringem Landbesitz) aufgeführt. Der Pferde- und Ochsenbestand war im Dorf größer als auf dem Gut, das allerdings eine erheblich größere Schafherde besaß, für die jedoch erhebliche Weideflächen verfügbar sein mussten.
Konflikte um die Nutzung von Gemeinschaftsweiden gab es auch in Kunrau. So reichten 1780 mehrere Kunrauer Bauern dem König eine Klageschrift ein, in der sie beanstandeten, dass der Gutsherr zu ihrem Nachteil auf den Gemeinschaftsweiden im Drömling Holzeinschlag vornehmen und Weideland einfrieden lasse, was den örtlichen Bauern verboten sei. Zudem habe der Gutsherr die Wüstungen um Rappin eingezogen und von seinen Grundsitzern bebauen lassen, obgleich die Gemeinde Kunrau dafür Kontributionen gezahlt habe.
In Preußen wurde 1807 mit dem Oktoberedikt die Leibherrschaft über Bauern (Gutsuntertänigkeit) abgeschafft und zugleich bürgerlichen, also nicht adeligen Personen, der Erwerb von Rittergütern ermöglicht. Die vollständige Umsetzung erfolgte jedoch erst 1850 mit der Abschaffung und zugleich Kompensation aller damit verbundenen Pflichten (z. B. Dienstbarkeiten und Ablösung des Zehnt), was den Grundherren hohe Entschädigungszahlungen einbrachte. 1811 trat die Grundentlastung in Preußen in Kraft, die die zweite Komponente der Bauernbefreiung bildete. Allerdings wurden bereits 1816 die kleinen Bauern von dieser Eigentumsübertragung ausgeschlossen. Erst 1821 wurde dann die Grundentlastung fortgeführt, die jedoch mit erheblichen Entschädigungsleistungen verbunden waren, welche wiederum die Grundherren begünstigten (hohe Verschuldung bzw. Landabtretungen der Bauern in Preußen). So musste ein Drittel (Bauern mit erblichem Nutzungsrecht) bzw. die Hälfte (Pachtbauern) des Landbesitzes als Kompensationsleistung für die Landabtretung den Grundherrn zurückerstattet werden. Für das Dorf Kunrau ist anzunehmen, dass für die vermutlich 5 Bauern (Vollspänner) Erbuntertänigkeit gegenüber dem Grundherrn von Alvensleben bestanden hat. Wie diese ggf. abgeschafft bzw. abgelöst wurde, ist unklar.
Auch in Kunrau wurden im Rahmen der Preußischen Agrarreformen drei Separationen durchgeführt (1807, 1832 und 1853), bei denen die Gemeinflächen (Allmende als dorfgemeinschaftlich genutzte Weide-, Acker- und Forstflächen) mit aufwändigen Berechnungen unter dem Gutsherrn und den Bauern (Ackerleute) des Dorfes aufgeteilt wurden. So gab es in Kunrau um 1808 nennenswerte gutsherrliche sowie Gemeindeholzungen. Es ist anzunehmen, dass für die Büdner (Kleinstbauern ohne Landbesitz) die Separationen eine massive Verringerung der von ihnen nutzbaren Wirtschaftsflächen erbrachten, da die Allmende weitgehend proportional zu dem bereits vorhandenen Landflächenbesitz aufgeteilt wurde, was das Gut und die wenigen Bauern stark begünstigte und Büdner fast durchweg zu Tagelöhnern machte. Gleichwohl ist über ungünstige Folgen für die Büdner des Dorfes Kunrau nichts bekannt, die – im Unterschied zu den Bauern – keine Ansprüche auf jene Flächen hatten, die sie zuvor als Weideland mitnutzen konnten.
Auch nach den Separationen blieb die Anzahl der Bauern (Ackermänner bzw. Vollspänner) im Dorf Kunrau (ca. 5) weitgehend konstant. Allerdings stieg die Einwohnerzahl im Dorf und wohl auch auf dem Gut Kunrau ab der Mitte des 19. Jhs. – wie auch in den anderen Drömlingsdörfern – erheblich an, was überwiegend auf die Anwerbung und Ansiedlung von landlosen Personen zurückzuführen ist, die als Tagelöhner auf dem Gutshof und bei den Bauern arbeiteten. Das Existenzminimum konnten sie nur dadurch erreichen, dass sie neben ihrer Erwerbstätigkeit Eigenanbau betrieben, für den ihnen ca. einen Morgen Land von ihren Arbeitgebern zur Verfügung gestellt wurde.:S. 174 Die Erweiterung des Dorfkernes von Kunrau um eine an den damaligen Rändern beginnende Bebauung mit kleinen Wohnhäusern (mit angrenzendem Nutzgarten) ist noch heute erkennbar. Tagelöhnerhäuser wurden im Dorf auch vom Gutsbetrieb errichtet.
Die Wirtschaft Kunraus war und wird überwiegend von der Landwirtschaft geprägt. Bis zur Mitte des 19. Jhs. galten die südlich des Ortes im Drömling gelegenen Ackerflächen als weitgehend ertraglos. Theodor Hermann Rimpau wurde 1847 Besitzer des Gutes Kunrau. Er griff auf die vorliegenden Erfahrungen einiger Drömlingsbauern zurück und entwickelte die nach ihm benannte Rimpau’sche Moordammkultur, die zu einer bedeutenden Ertragssteigerung führte.
Die Kleinbauern und Neubauern wurden auch in Kunrau in den beginnenden 1950er Jahren immer wieder aufgefordert und zunehmend auch genötigt, sich der von der SED-Regierung propagierten Kollektivierung der Landwirtschaft anzuschließen und den neu gegründeten LPG (Landwirtschaftlichen Produktionsgenossenschaften) beizutreten. Im Kulturhaus der Gemeinde, zu dem das Kunrauer Schloss 1950/51 umgebaut und umgewidmet wurde, fanden nicht nur agrarfachliche Informationsveranstaltungen, sondern auch propagandistische Veranstaltungen zur Kollektivierung statt.
1952 wurde die Maschinen-Ausleih-Station (MAS) Kunrau in eine Maschinen-Traktor-Station (MTS) umgewandelt. Die 1952 in Kunrau gegründete LPG Ernst Thälmann übernahm die Wirtschaftsgebäude des Gutshofs. Auch für Kunrau ist anzunehmen, dass die LPG gegen nicht kostendeckende und somit niedrige Gebühren die vorgehaltenen Maschinen ausleihen und die von der MTS beschäftigten Traktoristen einsetzen konnte, was die Konkurrenz mit den weiterhin selbstständig wirtschaftenden Bauern des Dorfes verschärfte. Die in der MTS beschäftigten Agronomen planten die Maschineneinsätze, auf die auch die Kleinbauern des Dorfes angewiesen waren.
Die LPG Ernst Thälmann bestand zu Beginn (1952) aus 13 Mitgliedern, die 171 ha Agrarfläche einbrachten. Am nördlichen Dorfrand wurden 1952 mehrere große Schweinemastställe erbaut; das Areal wurde von der Dorfbevölkerung als „Schweinedorf“ bezeichnet. 1967 erfolgte der Bau eines großen Kuhstalls. 1958 waren in dieser LPG 102 Mitglieder vertreten, die 545 ha bewirtschafteten. Um 1960 waren fast alle noch selbstständig wirtschaftenden Bauern des Dorfes, nachdem massiver Druck auf sie ausgeübt worden war, dieser LPG beigetreten.
1960 gründeten 12 Bauern in Kunrau eine zweite LPG („Einigkeit“) vom Typ I (genossenschaftliche Bewirtschaftung von Ackerland, Grünland und Wald). 1969 wurde diese LPG der zum Typ III (genossenschaftliche Bewirtschaftung aller Flächen; Einbringung von Maschinen, Geräten und Gebäuden sowie Nutzvieh) entwickelten LPG Ernst Thälmann angegliedert, die im Jahr 1960 dann 316 Mitglieder hatte und 1305 ha bewirtschaftete.
Ab 1960 wurde Kunrau von der SED-Politik als „vollgenossenschaftliches Dorf“ bezeichnet. Ungefähr zeitgleich wurde der Maschinenbestand der MTS – zunächst leihweise und damit weiterhin staatlich subventioniert – an die LPG Kunrau übergeben, 1966 dann an diese verkauft. 1964 übernahm der neugegründete Kreisbetrieb für Landtechnik (KfL) Klötze die Aufgaben (Wartung und Reparatur der Landmaschinen) der in Kunrau, Klötze und Beetzendorf bestehenden MTS.
Im Zuge der in den 1970er Jahren umgesetzten Spezialisierung der industriell ausgerichteten Landwirtschaftsproduktion der DDR wurde 1972 aus der LPG in Kunrau eine Kooperative Abteilung Pflanzenproduktion (KAP) ausgegliedert und mit den LPG von Jahrstedt und Steimke zusammengeschlossen. 1978 erfolgte die Umbenennung der KAP in eine LPG Typ P (Pflanzenproduktion); die andere LPG wurde als Typ T (Tierproduktion) geführt. Der LPG Typ P stand eine immense landwirtschaftliche Nutzfläche von 4.500 ha zur Verfügung, davon 1740 ha im Bereich von Kunrau. Diese Spezialisierung der LPGs war eine von der SED-Regierung beschlossene Maßnahme zur Effektivierung der industriellen Landwirtschaft.
Nach der Wende von 1989 wurde die LPG in die Agrargenossenschaft Kunrau überführt. Die Anzahl der Beschäftigten sank beträchtlich.

### Ortsname
Der Name verknüpft die altslawischen Wörter „kon“ (Pferd) und „ow“ (auch „au“, patronyme Bezeichnung von „Zugehörigkeit“), was mit „Pferde(hirten)ort“ übersetzt werden kann.
Die Schreibweise des Ortsnamens schwankte zwischen „Cunrau“ und „Kunrau“, bis am 2. Oktober 1937 die Festlegung der Schreibweise der Gemeinde Kunrau mit „K“ erfolgte.

### Verwaltungsgeschichte und Eingemeindung
Bis 1807 gehörte das Dorf Kunrau zum Salzwedelischen Kreis der Mark Brandenburg in der Altmark. Die Region der Altmark wurde auch als Kernland Brandenburgs und nachfolgend Preußens angesehen. Die Altmark wurde nach 1701 zu einer Kernprovinz im Königreich Preußen.
Von 1807 bis 1813, d. h. zur Zeit der französischen Besatzung unter Napoleon, gehörte Kunrau zum Königreich Westphalen und lag hier bis 1808 im Kanton Brome, danach bis 1813 im damit vereinigten Kanton Jübar im Distrikt Salzwedel, der zum Departement der Elbe gehörte.
Nach 1816, d. h. nach dem Wiener Kongress, gehörte Kunrau zum Kreis Salzwedel im Regierungsbezirk Magdeburg der neu gebildeten Provinz Sachsen im Königreich Preußen, die somit – entgegen der Meinung vieler sich als „Altmärker“ fühlender Einwohner – von der Mark Brandenburg abgetrennt wurde. 1871 wurde die Altmark zur Provinz Sachsen im Deutschen Reich. Ab 1918 war Kunrau ein Dorf im Land Preußen der Weimarer Republik bzw. von 1933 bis 1944 in dem von der NSDAP regierten Deutschen Reich.
Unklar ist, ob und ggf. ab wann das Gut Kunrau den Status eines eigenständigen Ritterguts innehatte. Ab 1842 bestand die verwaltungsrechtliche Trennung zwischen dem Gutsbezirk Kunrau und der Dorfgemeinde Kunrau. Am 30. September 1928 wurde der Gutsbezirk Kunrau mit der Landgemeinde Cunrau vereinigt.
Von 1945 bis 1950 gehörte Kunrau zum Landkreis Salzwedel der Provinz Sachsen-Anhalt in der Sowjetischen Besatzungszone (SBZ) bzw. dem gleichnamigen Land der DDR.
Am 15. Juni 1950 wurde die Gemeinde Kunrau in den Landkreis Gardelegen umgegliedert. Nach Auflösung der Länder in der DDR am 25. Juli 1952 kam Kunrau zum Kreis Klötze im Bezirk Magdeburg. Nach der Wende wurde die Gemeinde am 1. Juli 1994 dem Altmarkkreis Salzwedel im Bundesland Sachsen-Anhalt der Bundesrepublik Deutschland eingegliedert.
Durch einen Gebietsänderungsvertrag beschloss der Gemeinderat der Gemeinde Kunrau am 9. Januar 2009, dass die Gemeinde Kunrau in die Stadt Klötze eingemeindet wird. Dieser Vertrag wurde vom Landkreis als unterer Kommunalaufsichtsbehörde genehmigt und trat am 1. Januar 2010 in Kraft.
Nach Eingemeindung der bisher selbstständigen Gemeinde Kunrau werden Kunrau und Rappin Ortsteile der Stadt Klötze. Für die eingemeindete Gemeinde wurde die Ortschaftsverfassung nach den §§ 86 ff. der Gemeindeordnung Sachsen-Anhalt eingeführt. Die eingemeindete Gemeinde Kunrau und künftigen Ortsteile Kunrau und Rappin wurden zur Ortschaft der aufnehmenden Stadt Klötze. In der eingemeindeten Gemeinde und nunmehrigen Ortschaft Kunrau wurde ein Ortschaftsrat mit neun Mitgliedern einschließlich Ortsbürgermeister gebildet.

### Einwohnerentwicklung

#### Dorf, Gemeinde
| Jahr | Einwohner |
| ---- | --------- |
| 1734 | 046       |
| 1774 | 076       |
| 1789 | 149       |
| 1798 | 065       |
| 1801 | 161       |
| 1818 | 160       |
| 1840 | 348       |
| 1864 | 337       |
| 1871 | 412       |
| 1885 | 432       |

| Jahr | Einwohner |
| ---- | --------- |
| 1895 | 0571      |
| 1905 | 0660      |
| 1925 | 1091      |
| 1939 | 0938      |
| 1946 | 1294      |
| 1964 | 1126      |
| 1971 | 1122      |
| 1981 | 1022      |
| 1993 | 0956      |
| 2006 | 0920      |

#### Ortsteil
| Jahr | Einwohner |
| ---- | --------- |
| 2017 | [00]797   |
| 2018 | [00]835   |
| 2020 | [00]772   |
| 2021 | [00]757   |
| 2022 | [0]756    |
| 2023 | [0]755    |

Quelle, wenn nicht angegeben, bis 2006:

#### Gutsbezirk
| Jahr | Einwohner |
| ---- | --------- |
| 1798 | 092       |
| 1864 | 187       |
| 1871 | 164       |
| 1885 | 153       |
| 1895 | 232       |
| 1905 | 300       |

Quelle:

## Religion
Die evangelischen Christen der Kirchengemeinde Kunrau, die früher zur Pfarrei Steimke gehörte werden heute betreut vom Pfarrbereich Steimke-Kusey im Kirchenkreis Salzwedel im Bischofssprengel Magdeburg der Evangelischen Kirche in Mitteldeutschland.
Die ältesten überlieferten Kirchenbücher für Steimke stammen aus dem Jahre 1706. Sie sind in der Pfarre zu Brome zu finden, zu der Kunrau mit Steimke bis 1854 gehörte.

## Politik

### Ortsbürgermeister
Seit 2021 ist Frank Bartels Ortsbürgermeister der Ortschaft Kunrau.

### Ehemalige Bürgermeister
- 1990–1994: Erich Fischbeck (Bürgermeister)
- 1994–1998: Harald Schulz (Bürgermeister)
- 1998–2004: Petra Schütte (Bürgermeisterin)
- 2004 (März–Juni): Dr. Gisela Leutbecher (komm. stellvertr. Bürgermeisterin)
- 2004–2010: Horst Wienecke (Bürgermeister)
- 2010–2021: Uwe Bock (Ortsbürgermeister)
- 2021 (Oktober–November): Burkhard Hartmann (komm. Ortsbürgermeister)

### Ortschaftsrat
Bei der Ortschaftsratswahl am 9. Juni 2024 errang die Wählergruppe „Pro Kunrau“ alle 9 Sitze. Gewählt wurden nur Männer. Die Wahlbeteiligung betrug 70,34 Prozent.

### Wappen
Das Wappen wurde am 15. Juli 1999 durch das Regierungspräsidium Magdeburg genehmigt.
Blasonierung: „In Gold ein aufsteigendes schwarzes Pferd; rechts eine grüne Flanke, pfahlweise belegt mit einem golden bebutzten silbernen Gänseblümchen zwischen zwei aufsteigenden silbernen Weidenblättern.“
Das Hauptmotiv – Roß in der Levade – bezieht sich auf den slawischen Ursprung des Ortsnamens (Kon=Pferd). Die grüne Flanke mit den silbernen Weidenblättern symbolisiert das Wald- und Weideland (Drömling) um Kunrau. Dazu wurde das silberne Gänseblümchen aus dem alten Siegel des Rittergutes übernommen.
Die Farben von Kunrau – abgeleitet vom Wappen – sind Schwarz – Gold (Gelb).
Das Wappen wurde vom Heraldiker Ernst Albrecht Fiedler gestaltet.

### Flagge
Die Flagge ist Schwarz – Gelb (1:1) gestreift (Hissflagge: Streifen von oben nach unten; Querflagge: Streifen von links nach rechts verlaufend) mit dem aufgelegten Wappen der ehemaligen Gemeinde. Die Flagge kann die Form der Hissflagge, der Querflagge, der Hängefahne, des Banners und des Wimpels haben.

## Kultur und Sehenswürdigkeiten

### Schloss

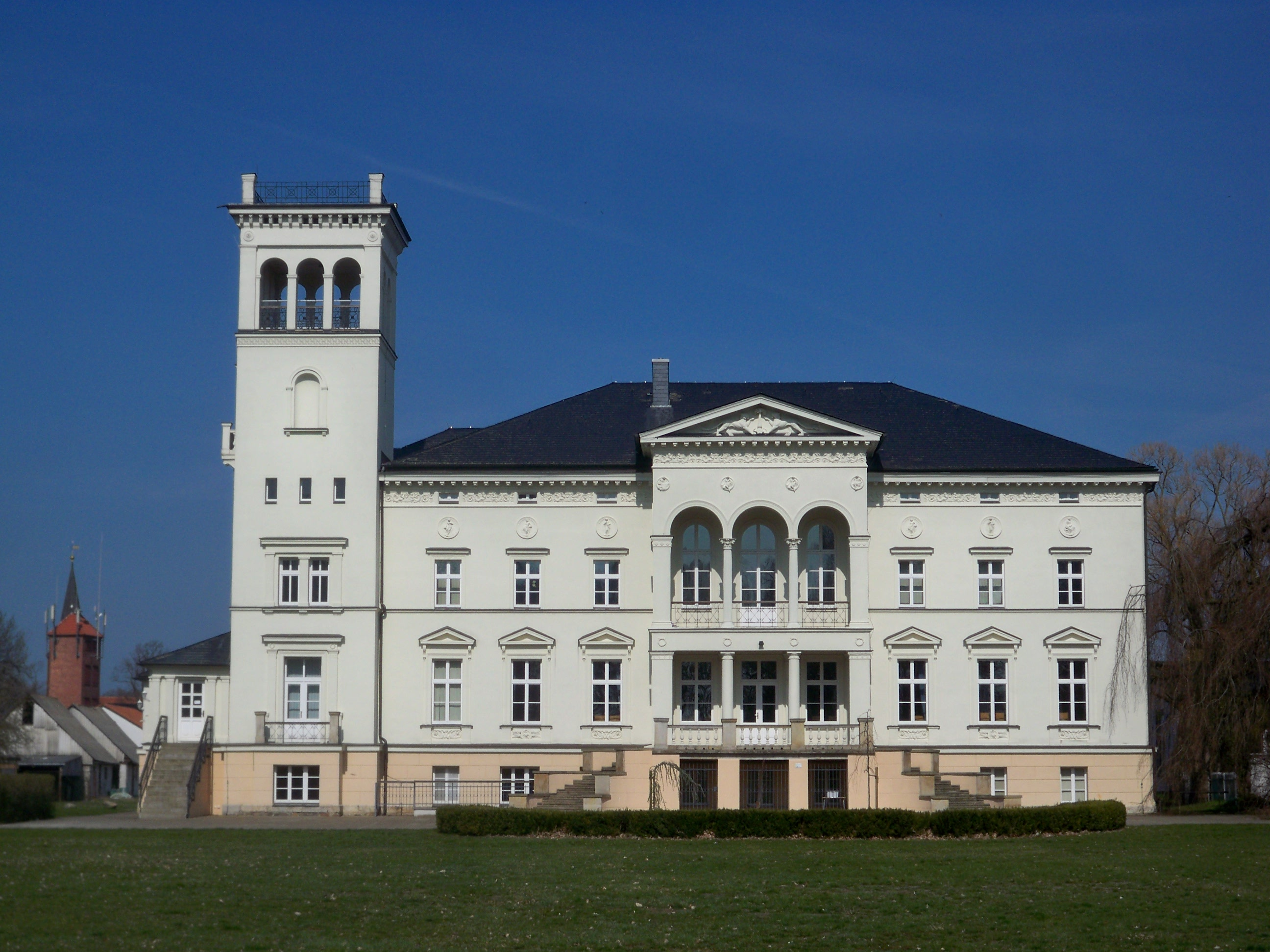
Schloss Kunrau

Das im Süden des Dorfes gelegene Herrenhaus ließ Theodor Hermann Rimpau von 1859 bis 1861 errichten. Sein Schwiegersohn, Wilhelm Beseler, übernahm das Gut und ließ das Schloss Kunrau genannte Herrenhaus 1909 im Stil der italienischen Renaissance umbauen. Die Grablege von mehreren Mitgliedern der Familien Rimpau und Beseler befindet sich südwestlich des Schlosses im alten Schlosspark.
In den Jahren direkt nach dem Zweiten Weltkrieg diente das Schlossgebäude als Unterkunft für Flüchtlinge. Späterhin wurde darin die Verwaltung der Maschinen-Ausleih-Station (MAS) untergebracht. Durch einen Umbau der vormaligen Repräsentationsräume wurde ein Saal für das von der MAS betriebene Kulturhaus geschaffen.
In den 1990er Jahren fand eine umfassende Renovierung und Sanierung der Außenfassade sowie ein partieller Rückbau des Schlosses statt. Der südlich an das Gebäude angrenzende, als Landschaftsgarten angelegte neue Park wurde in seiner Grundstruktur wiederhergestellt.
Im Schloss sind die Geschäftsstelle des Fremdenverkehrsvereins Jeetze-Ohre-Drömling e. V., eine Zweigstelle der Stadt- und Kreisbibliothek Klötze, die Öko-Schule Kunrau sowie eine Ausstellung zur Landwirtschaftsgeschichte des Drömlings und somit insbesondere zur von Rimpau weiterentwickelten Moordammkultur untergebracht.

### Kirche

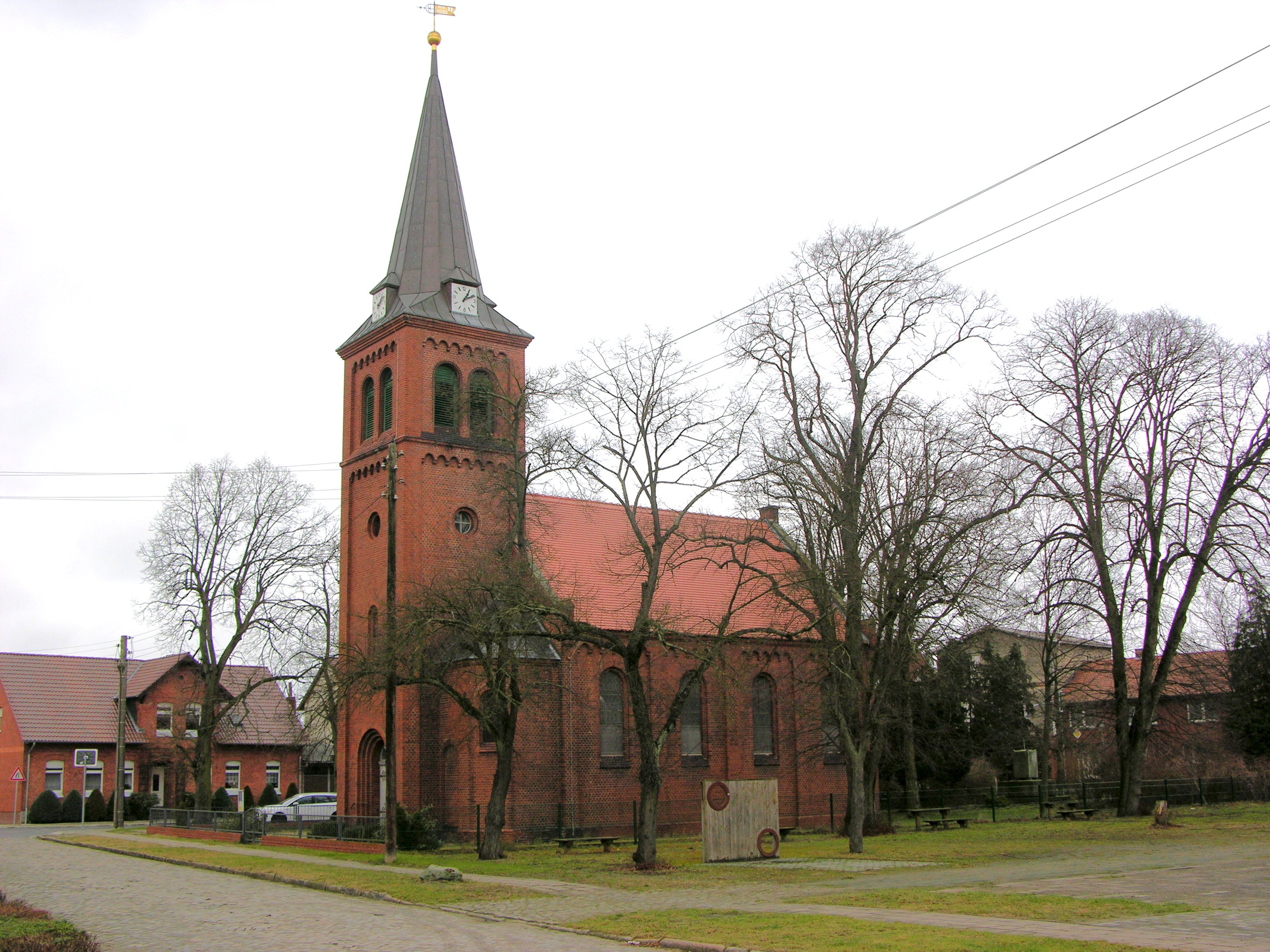
Kirche in Kunrau

In den Jahren 1891 bis 1893 wurde die Kirche in Kunrau errichtet. Wesentlichen Anteil an der Finanzierung hatte das testamentarische Vermächtnis von Theodor Hermann Rimpau, der der Gemeinde 30.000 Mark dafür vermacht hatte. Die Baupläne stammten von Kreisbaumeister Hartmann aus Salzwedel.
Dieser erst vor gut einhundert Jahren vorgenommene Kirchbau – immerhin gab es bereits im 12. und 13. Jh. in über 80 % der altmärkischen Dörfer eine Kirche – deutet auch darauf hin, dass Kunraus Dorfentwicklung erst relativ spät eingesetzt hat.
Die Kirche ist als neuromanischer Backsteinsaal mit Rundapsis und quadratischem Turm mit achteckiger Spitze ausgeführt. An der nördlichen Längsseite ist eine Freifläche vorhanden, die jedoch nicht als Dorfplatz angelegt ist, sondern Parkflächen für PKW bietet.
Für den Kirchbau verschuldete sich die Gemeinde Kunrau beträchtlich; eine Turmuhr war nicht zu finanzieren. Bäckermeister Wilhelm Ernst aus Magdeburg, in dankbarer Erinnerung an seine in Kunrau verbrachte Jugend, spendete die vier Ziffernblätter und das Uhrwerk. Auf der Einweihungsfeier am 21. Februar 1926 verkündete der Gemeindevorsteher, dass der Spender zum ersten Ehrenbürger Kunraus ernannt werde.

### Kriegsdenkmäler
An die Ostseite des Kirchengrundstücks grenzt die Grünfläche der Kriegsdenkmäler. Die Überschrift des 1921 in Erinnerung an den Ersten Weltkrieg eingeweihten Denkmals lautet: „Wer den Tod im heilgen Kampfe fand, ruht auch in fremder Erde im Vaterland!“
Der Gedenkstein (ein großer Findling) an die zwölf im Ersten Weltkrieg verstorbenen Soldaten, die auf dem Rittergut Kunrau wohnten, wurde bereits 1920 an der Kreuzung Neuferchauer Straße/Lindenstraße aufgestellt und 1951 auf die Fläche der Kriegsdenkmäler umgesetzt. Als Inschrift findet sich darauf: „Es starben voll hohen Opfermuts zwölf Männer des Cunrauer Ritterguts. Mit Gott für König und Vaterland. In Treue und Arbeit danken wir Euch und bauen uns wieder ein neues Reich“.

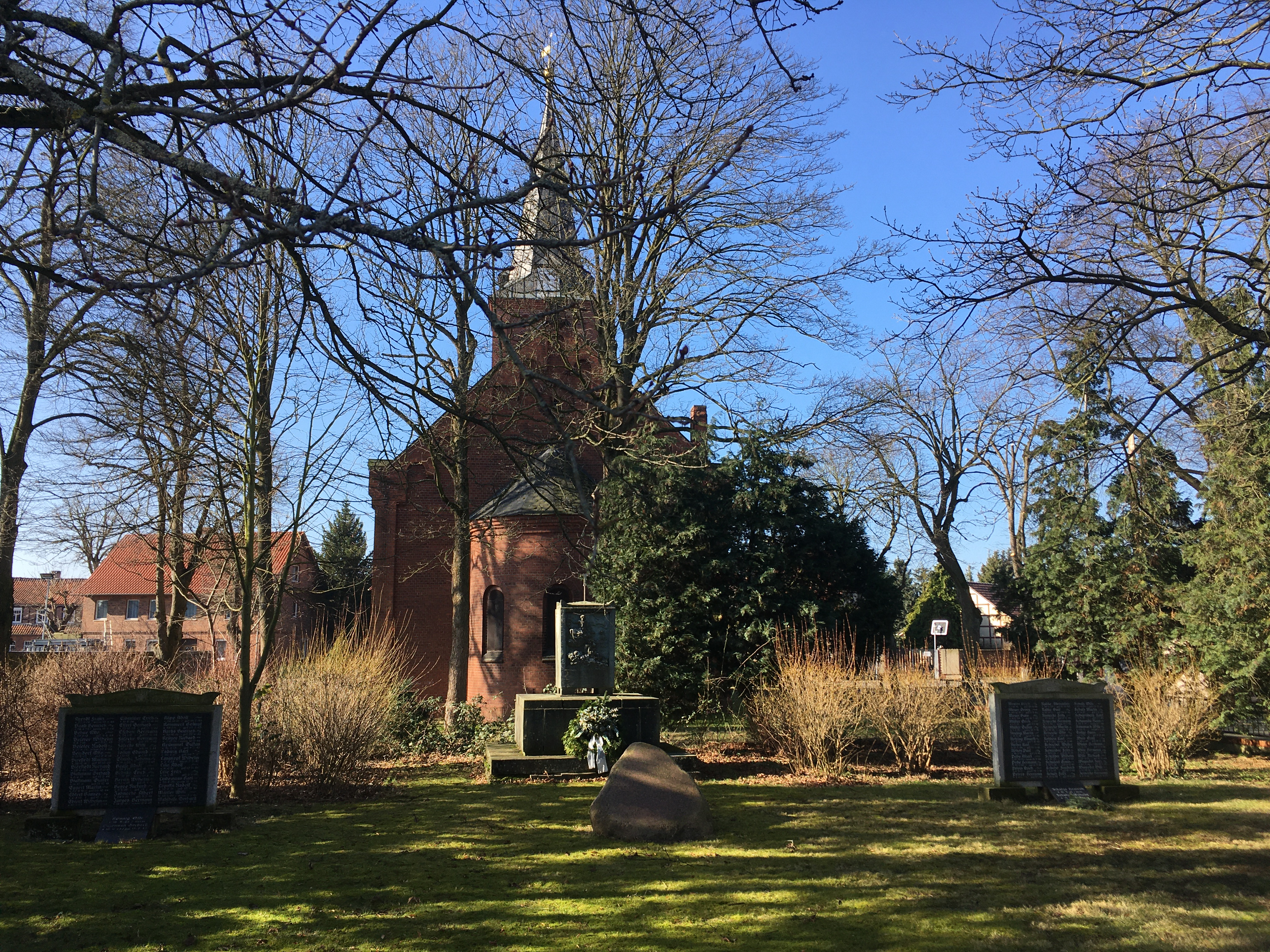
Areal der Kriegsdenkmäler in Kunrau

Im Jahr 1951 wurden zwei Stelen hinzugefügt, die die Namen der im Zweiten Weltkrieg verstorbenen Dorfbewohner tragen. Als Überschrift findet sich darauf: „Wir mahnen zum Frieden“.

### Friedhof
Anfangs erfolgten die Beisetzungen auf dem zehn Kilometer entfernten Friedhof in Altendorf. 1854 wurde ein Friedhof im Zentrum von Kunrau angelegt (etwa in der Mitte der nördlichen Seite des östlichen Zweigs des Immekather Wegs), der 1909 aufgegeben wurde mit der Anlage des heutigen Ortsfriedhof am nordwestlichen Dorfrand in Richtung Steimke.

### Bildungseinrichtungen

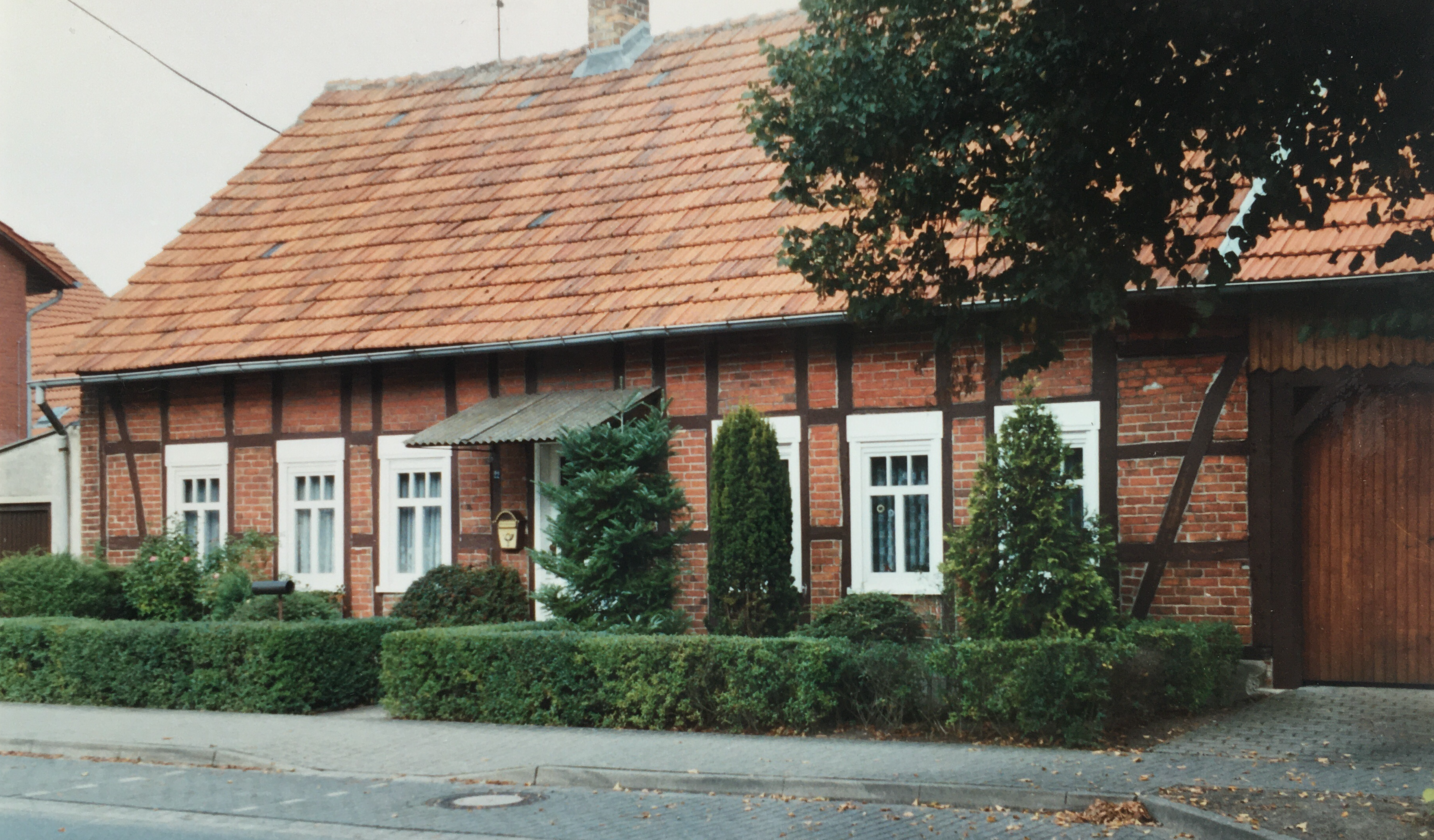
Gebäude der ersten Schule in Kunrau

Bereits 1746 wurde in Kunrau ein Schulhaus mit einem Klassenraum und einer Lehrerwohnung errichtet, ungefähr dreißig Jahre nach der Einführung der allgemeinen Schulpflicht in Preußen. Die Finanzierung erfolgte über eine testamentarische Zuwendung von 500 Reichstalern, die Gustav Falcke, zunächst Pächter, dann Besitzer des Kunrauer Gutes, hinterlassen hatte und die mit dem Schulbau zweckgebunden verausgabt wurde von seiner Ehefrau, Anna Katharina Kraatz, einer Enkelin von Stephan Berndis (abweichend: Behrens), der das Gut Kunrau von 1697 bis 1728 bewirtschaftete. Vermutet wird, dass es sich um das noch heute in Hauptstraße 22 befindliche einfache Fachwerkgebäude handelt.

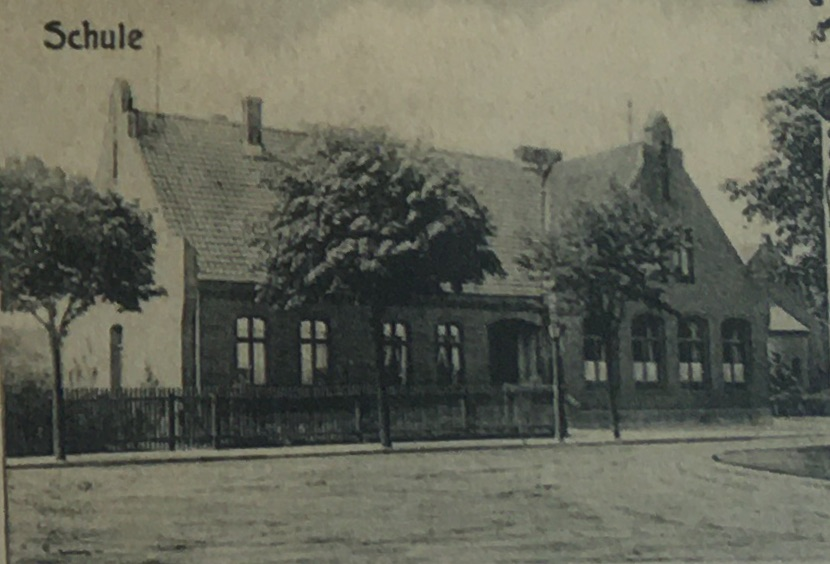
Volksschule von Kunrau mit Lehrerwohnung

Im Jahr 1900 wurde ein größeres, für zwei Schulklassen nutzbares Schulhaus mit zwei Lehrerwohnungen in der Hauptstraße 11 errichtet (späterhin: „Grundschule I“). Die Planung stammt von dem Königlichen Bauinspektor Prejawa aus Salzwedel.
1945 wurde das vier Jahre zuvor erbaute Hitlerjugendheim zu einer Volksschule umgewidmet und als „Grundschule II“ bezeichnet.

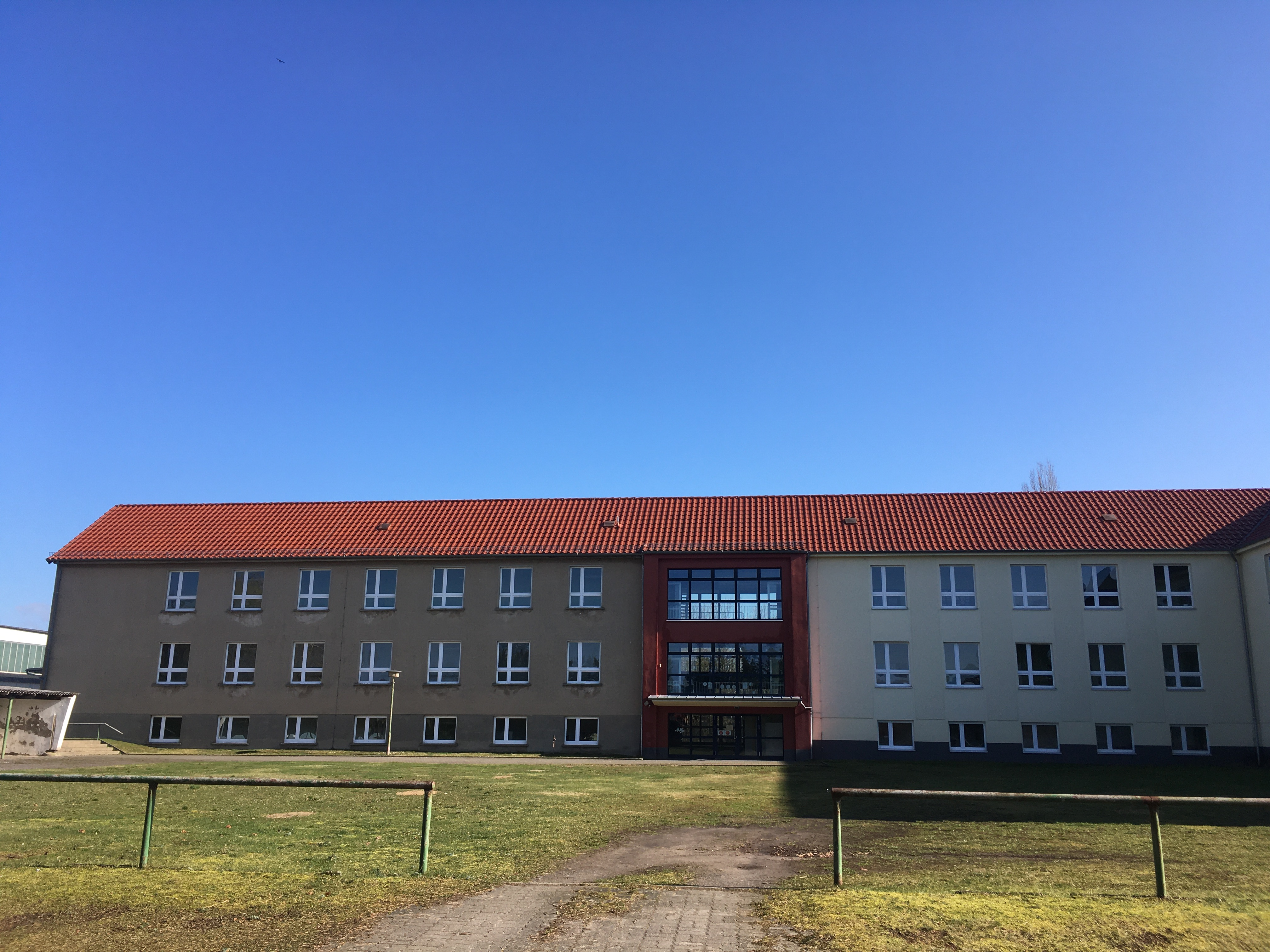
Theodor Hermann Rimpau Grundschule Kunrau

Zur Zeit der DDR wurde 1975 für die Polytechnische Oberschule (POS) ein mit 18 Unterrichts- und Fachräumen ausgestattetes Schulgebäude am Ostrand des Dorfes in der Straße An der Schule erbaut, das Klassenräume sowohl für die Unterstufe als auch für die Polytechnische Oberschule vorhielt und somit im Dorf ein vollständiges Angebot der allgemeinbildenden Schulen ermöglichte. Die Schule wurde nach Hermann Matern benannt, einem von der NSDAP-Regierung verfolgten Anti-Faschisten und späterhin in der DDR einflussreichen SED-Mitglied. Nach der Wende wurde diese Sekundarschule zugunsten des Standortes Klötze aufgegeben. Die Grundschule Kunraus übernahm die Gebäude und wurde 2010 in Theodor Rimpau Schule umbenannt.
In einigen Räumen des Kunrauer Schlosses ist seit 1995 die Öko-Schule Kunrau (Träger: Zweckverband Natur- und Kulturlandschaft Drömling/Sachsen-Anhalt) untergebracht, die als außerschulischer Lernort den Schülern der Region Angebote zum Erwerb ökologischen Wissens macht. Bereits 1992 wurde der zugehörige Naturlehrpfad eingeweiht, der Flora und Fauna des Drömlings zeigt und über die Moordammkultur informiert.

### Vereine
In Kunrau sind in den 2020er Jahren mehrere eingetragene Vereine aktiv:
- Turn- und Sportverein Kunrau
- Feuerwehrkameradschaft Kunrau
- Männerchor „Concordia“ Kunrau
- Reit- und Fahrverein Kunrau
- Turn- und Sportverein Kunrau
- Angelverein Klötze und Umgebung, OT Kunrau
- Die Rimpauken – Förderverein der Grundschule Kunrau
- Förderverein Schwimmbad Kunrau

Im Jahr 2000 eröffnete der Reit- und Fahrverein Kunrau e. V. seine neben und zwar südlich der Rimpau-Schule gelegene große Reitanlage.

## Wirtschaft und Verkehr

### Unternehmen
In Kunrau sind in den 2020er Jahren mehrere Unternehmen tätig: die Agrargenossenschaft Kunrau sowie einige kleinere Dienstleistungsunternehmen (LKW- und PKW- sowie Landmaschinenwerkstätten).

### Öffentlicher Personennahverkehr
1889 wurde Kunrau über die Strecke Salzwedel–Oebisfelde an die Bahnstrecke Berlin–Lehrte angeschlossen. Insbesondere die Anbindungswünsche des Kunrauer Theodor Hermann Rimpau und des Kuseyer Gutsbesitzers (Albert Schultz-Lupitz) trugen dazu bei, die geplante direkte Trassenführung von Klötze nach Oebisfelde zu verhindern zugunsten der längeren und wegen der durchgängigen Dammführung im Moorbereich aufwändigeren Trassierung südlich von Kunrau. Sowohl nach Oebisfelde als auch nach Salzwedel gab es seinerzeit schon Chausseen. Jedoch musste von Kunrau aus zunächst nach Kusey gefahren werden, um dann die Chaussee nach Oebisfelde zu nehmen. Das Bahnhofsgebäude wurde am Rand von Kunrau errichtet; die Bahnstrecke umfuhr das Dorf in südöstlicher Lage.

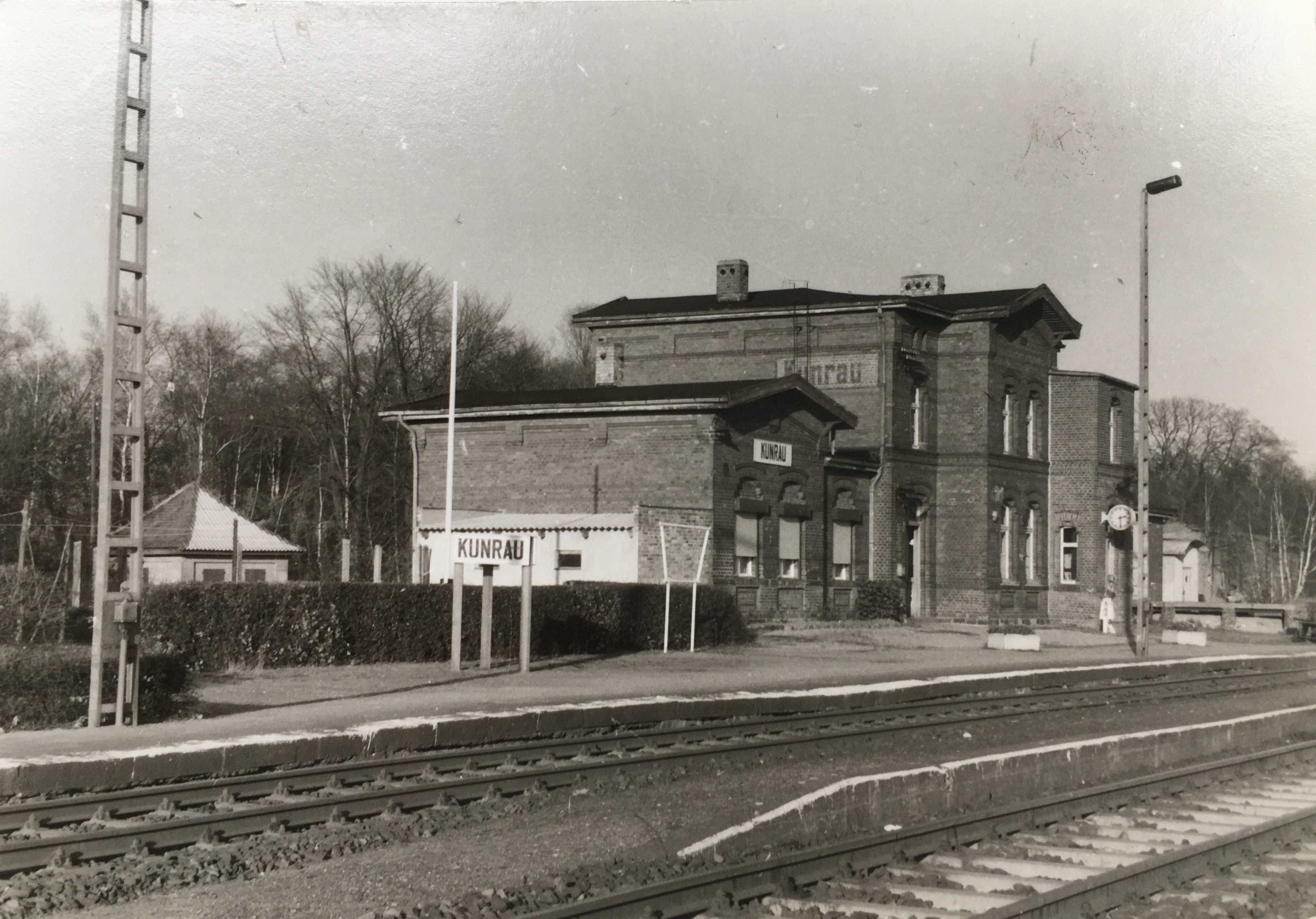
Blick über die Bahnsteige auf den Bahnhof Kunrau (zur Zeit der DDR)

Zur DDR-Zeit bestand ein reger Personen- und Frachtverkehr auf dieser Strecke; in Spitzenzeiten verkehrten täglich sieben Personenzugpaare. Für den Personenverkehr wurden vorzugsweise Schienenbusse der DR-Baureihe VT 2.09 eingesetzt („Ferkeltaxe“).
2002 wurde die Bahnstrecke stillgelegt und für den Personenverkehr eine Buslinie eingerichtet. Der Verlauf der Bahntrasse ist auch in den Drömlingswiesen heute noch erkennbar, insbesondere an den Gleisquerungen mit den Wirtschaftswegen südlich von Kunrau und an den teilweise kurvenhaften Radien der überwachsenen Bahndämme, während die Entwässerungsgräben zumeist geradenhafte Verläufe aufweisen. Zudem verläuft die Trasse nördlich von Buchhorst durchweg in schrägem Winkel zu den Entwässerungsgräben. Zwischen Oebisfelde und Klötze sind die Schienen abgebaut worden.
In den 2020er Jahren wird Kunrau von mehreren Buslinien bedient. Linie 300 verkehrt werktäglich im Stundentakt zwischen Wolfsburg und Salzwedel und verbindet dabei Kunrau mit der Kreisstadt Klötze. Als weitere Bus- bzw. Rufbuslinien sind verfügbar: Linie 312 zwischen Klötze und Steimke. Linie 313 zwischen Jahrstedt und Beetzendorf sowie Linie 118 zwischen Apenburg und Steimke.

### Straßenverkehr, Fahrrad- und Wanderrouten
Kunrau ist über die Landstraße L23 mit der Kreisstadt Klötze verbunden. In Röwitz, dem übernächsten, östlich gelegenen Dorf, ist die L22 zu erreichen, die die einzige Straßenverbindung durch den nordwestlichen Drömling bildet; in Oebisfelde wird über die B188 Wolfsburg erreicht. Kreisstraßen führen nach Norden und verbinden Kunrau mit Immekath (K1397) und mit Steimke (K1122). Vom neben Steimke gelegenen Brome führt die Bundesstraße B248 nach Gardelegen.
Für die Fahrradverbindung zur Kreisstadt Klötze ist von Kunrau bis Kusey ein straßenbegleitender Radweg verfügbar. Ab Kusey kann dann ein geteerter Feldweg (ausgeschildert) genommen werden, der am Hang oberhalb der Landstraße verläuft.
Der Drömling wird über mehrere lokale Rad- und Wanderwege erschlossen, die von der Verwaltung des Biosphärenreservats Drömling betreut werden. So kann von Kunrau in Richtung Südwesten zum Giebelmoor geradelt werden, in Richtung Süden nach Buchhorst, in Richtung Osten nach Köckte und in Richtung Südosten nach Miesterhorst. Vom Kunrauer Schloss aus führt der Naturlehrpfad durch die Drömlingswiesen zur Kolonie Belfort.
Der Radfernweg Altmarkrundkurs quert die Moordammkulturen südwestlich von Kunrau und führt durch das Dorf.

### Luftverkehr
Das Ultraleichtfluggelände Kunrau/Jahrstedt liegt etwa 1,5 km westlich der Ortsmitte.

## Persönlichkeiten
- Theodor Hermann Rimpau (1822–1888), Besitzer des Gutshofes Kunrau von 1847 bis 1888, Begründer der Moordammkultur. Nach ihm ist die Grundschule Kunraus benannt.
- Friedrich Wilhelm Schulze (1838–1893), Genossenschaftler und Kommunalpolitiker
- Wilhelm Ernst, Bäckermeister in Magdeburg, aufgewachsen in Kunrau, 1926 zum Ehrenbürger Kunraus ernannt wegen seiner Schenkung einer Kirchturmuhr mit vier Ziffernblättern
- Wilhelm Sprott (1883–1953), Politiker, Bürgervorsteher und  Ehrenbürger von Laboe
- Otto-Werner Schulz, geb. 1937, Dipl. Ing. (FH) Landtechnik, berufstätig bis 1991 im Kreisbetrieb für Landtechnik (KfL) Klötze, Bereichsleiter Mechanisierung. Als Dorfhistoriker hat er zahlreiche Artikel veröffentlicht und ein umfassendes Archiv zur Geschichte von Kunrau angelegt.